# Кусарски рејон
Кусарски рејон (азер. Qusar rayonu), једна је од 78 административно-територијалних јединица Азербејџана. Налази се у североисточном делу земље, у пределу познатом као Куба-Хачмашки регион. Административни центар рејона се налази у граду Кусари. 
Кусарски рејон обухвата површину од 1.540 km² и има 89.300 становника (подаци из 2011). 
Административно, рејон се даље дели у 68 мањих општина.